# Tournoi de clôture du championnat de Colombie de football 2011
Navigation
Tournoi précédent Tournoi suivant
Le tournoi de clôture de la saison 2011 du Championnat de Colombie de football est le deuxième tournoi de la soixante-quatrième édition du championnat de première division professionnelle en Colombie. 
Les dix-huit meilleures équipes du pays disputent le championnat semestriel qui se déroule en deux phases :
- lors de la phase régulière, les équipes s'affrontent une fois plus une rencontre face à une formation du même secteur géographique.
- les huit premiers du classement disputent la phase finale organisée sous forme de coupe, en matchs aller-retour.

La relégation est décidée en faisant la moyenne des points obtenus lors des trois dernières saisons (2009, 2010 et 2011). Le dernier de ce classement cumulé est relégué et remplacé par le champion de Copa Aguila, la deuxième division colombienne. Un barrage de promotion-relégation est également organisé entre l'avant-dernier de ce classement cumulé et le vice-champion de Copa Aguila. Ce barrage donne lieu à un coup de tonnerre puisque c'est l'América de Cali, pourtant huitième de phase régulière mais 17e sur l'ensemble des résultats des trois dernières saisons qui joue -et perd- son duel face au club de Patriotas FC. L'América, vainqueur de 13 championnats (dont le dernier en 2008), doit donc descendre en deuxième division après 84 années consécutives de présence au plus haut niveau.
C'est l'Atlético Junior qui remporte le tournoi, après avoir battu en finale Once Caldas. C'est le septième titre de champion de l'histoire du club.

## Qualifications continentales
Le vainqueur du tournoi Clôture se qualifie pour la phase de groupes de la prochaine édition de la Copa Libertadores. Un classement cumulé des tournois Ouverture et Clôture offre une autre place à la meilleure équipe non encore qualifiée (la troisième place est détenue par le vainqueur du tournoi Ouverture) et deux places aux équipes suivantes. Enfin, la troisième place en Copa Sudamericana est réservée au vainqueur de la Copa Colombia.

## Les clubs participants
| - Independiente Santa Fe - CD Los Millonarios - Boyacá Chicó - Deportes Tolima - Once Caldas - Independiente Medellin - Envigado FC - Itagüí Ditaires - Deportes Quindio | - Atlético Nacional - Atlético Huila - América de Cali - Real Cartagena - Deportivo Pereira - Cucuta Deportivo - Deportivo Cali - Atlético Junior - CD La Equidad |

## Compétition
Le barème utilisé pour établir l'ensemble des classements est le suivant :
- Victoire : 3 points
- Match nul : 1 point
- Défaite : 0 point

### Phase régulière
| Rang | Équipe                 | Pts | J  | G | N | P | Bp | Bc | Diff |
| ---- | ---------------------- | --- | -- | - | - | - | -- | -- | ---- |
| 1    | Atlético Junior        | 31  | 18 | 8 | 7 | 3 | 28 | 22 | +6   |
| 2    | Itagüí Ditaires        | 30  | 18 | 8 | 6 | 4 | 24 | 18 | +6   |
| 3    | Once Caldas            | 29  | 18 | 8 | 5 | 5 | 34 | 23 | +11  |
| 4    | CD Los Millonarios     | 28  | 18 | 8 | 4 | 6 | 21 | 17 | +4   |
| 5    | Independiente Santa Fe | 28  | 18 | 8 | 4 | 6 | 22 | 19 | +3   |
| 6    | Envigado FC            | 28  | 18 | 8 | 4 | 6 | 20 | 18 | +2   |
| 7    | Boyacá Chicó           | 27  | 18 | 6 | 9 | 3 | 19 | 16 | +3   |
| 8    | América de Cali        | 25  | 18 | 7 | 4 | 7 | 22 | 24 | -2   |
| 9    | Deportivo Pereira      | 24  | 18 | 5 | 9 | 4 | 23 | 16 | +7   |
| 10   | Deportivo Cali         | 23  | 18 | 6 | 5 | 7 | 15 | 20 | -5   |
| 11   | Atlético NacionalT     | 22  | 18 | 5 | 7 | 6 | 24 | 23 | +1   |
| 12   | Independiente Medellín | 22  | 18 | 6 | 4 | 8 | 26 | 28 | -2   |
| 13   | Atlético Huila         | 22  | 18 | 6 | 4 | 8 | 20 | 22 | -2   |
| 14   | Deportes Quindío       | 22  | 18 | 7 | 4 | 7 | 23 | 26 | -3   |
| 15   | Deportes Tolima        | 22  | 18 | 6 | 4 | 8 | 21 | 25 | -4   |
| 16   | Real Cartagena         | 19  | 18 | 5 | 4 | 9 | 21 | 25 | -4   |
| 17   | CD La Equidad          | 16  | 18 | 3 | 7 | 8 | 12 | 22 | -10  |
| 18   | Cúcuta Deportivo       | 15  | 18 | 2 | 9 | 7 | 17 | 28 | -11  |

| Résultats (▼dom., ►ext.) | AME | HUI | NAC | BOY | CUC | QUI | TOL | CAL | PER | ENV | DIM | ITA  | JUN | EQU | MIL | ONC | RCA | SFE |
| América de Cali          |     |     | 2-4 |     | 3-0 | 1-0 |     | 0-1 |     |     | 1-2 | 2-1  | 0-1 | 1-1 |     |     | 2-1 |     |
| Atlético Huila           | 1-2 |     |     | 1-1 |     |     | 1-0 |     | 1-1 | 1-0 |     | 1-1  | 2-3 |     | 2-1 | 1-0 |     |     |
| Atlético Nacional        |     | 1-2 |     | 1-1 |     |     | 3-2 |     | 2-2 |     | 1-1 |      |     | 1-2 | 0-2 | 2-1 |     | 1-1 |
| Boyacá Chicó             | 1-1 |     |     |     | 1-1 |     | 1-0 |     | 1-2 | 0-0 | 0-0 |      | 3-0 | 1-0 | 1-0 |     |     |     |
| Cúcuta Deportivo         |     | 1-0 | 0-0 |     |     | 1-1 |     | 0-1 |     |     | 1-2 | 1-1  |     | 0-0 |     |     | 3-2 | 0-1 |
| Deportes Quindío         |     | 2-1 | 2-1 | 2-2 | 3-3 |     | 2-1 |     |     |     |     |      |     | 1-1 | 3-0 | 2-0 |     | 3-1 |
| Deportes Tolima          | 1-4 | 1-0 |     |     | 2-1 |     |     | 3-1 | 1-0 | 1-2 | 2-0 |      | 0-0 |     |     |     | 1-0 |     |
| Deportivo Cali           | 2-0 | 1-2 | 2-1 | 2-2 |     | 1-0 |     |     |     |     |     |      |     | 0-0 |     | 1-1 | 1-0 | 0-0 |
| Deportivo Pereira        | 1-1 |     |     |     | 2-1 | 3-0 |     | 0-0 |     | 4-0 | 2-2 |      | 1-2 |     |     | 2-3 | 0-0 |     |
| Envigado FC              | 1-1 |     | 1-3 |     | 1-1 | 1-0 |     | 1-0 |     |     | 1-0 | 2-0  | 2-0 |     |     |     | 2-0 |     |
| Independiente Medellín   |     | 3-2 | 0-2 |     |     | 1-2 |     | 3-0 |     |     |     | 0-32 |     | 0-1 |     | 3-4 | 4-1 | 1-0 |
| Itagüí Ditaires          |     |     | 1-0 | 1-1 |     | 1-0 | 2-2 | 2-1 | 1-0 | 1-1 |     |      |     |     | 2-1 |     | 3-1 |     |
| Atlético Junior          |     |     | 1-1 |     | 2-2 | 4-0 |     | 2-0 |     |     | 4-3 | 0-0  |     | 3-0 |     |     | 0-3 | 3-3 |
| CD La Equidad            |     | 1-1 |     | 0-1 |     |     | 1-1 |     | 0-2 | 0-2 |     | 0-2  |     |     | 1-2 | 1-1 |     | 2-1 |
| CD Los Millonarios       | 2-0 |     |     |     | 1-1 |     | 2-1 | 3-1 | 0-0 | 1-0 | 1-1 |      | 0-0 |     |     |     |     | 2-0 |
| Once Caldas              | 4-0 |     |     | 3-1 | 5-0 |     | 2-2 |     | 1-1 | 3-2 |     | 2-0  | 1-2 |     | 0-1 |     |     |     |
| Real Cartagena           |     | 2-1 | 0-0 | 0-1 |     | 3-0 |     |     |     |     |     |      | 1-1 | 2-1 | 3-2 | 1-1 |     | 1-2 |
| Independiente Santa Fe   | 0-1 | 1-0 |     | 2-0 |     |     | 3-0 |     | 0-0 | 2-1 |     | 3-2  |     |     | 1-0 | 1-2 |     |     |

### Phase finale
|  | Quarts de finale       | Quarts de finale       | Quarts de finale   | Quarts de finale   |                        |                        | Demi-finales | Demi-finales | Demi-finales | Demi-finales |  |  | Finale | Finale | Finale | Finale |
|  |                        |                        |                    |                    |                        |                        |              |              |              |              |  |  |        |        |        |        |
|  |                        |                        |                    |                    |                        |                        |              |              |              |              |  |  |        |        |        |        |
|  |                        |                        |                    |                    |                        |                        |              |              |              |              |  |  |        |        |        |        |
|  | Atlético Junior        | Atlético Junior        | 0                  | 2                  |                        |                        |              |              |              |              |  |  |        |        |        |        |
|  | Atlético Junior        | Atlético Junior        | 0                  | 2                  |                        |                        |              |              |              |              |  |  |        |        |        |        |
|  | Boyacá Chicó           | Boyacá Chicó           | 0                  | 2                  |                        |                        |              |              |              |              |  |  |        |        |        |        |
|  | Boyacá Chicó           | Boyacá Chicó           | 0                  | 2                  | Atlético Junior tab    | Atlético Junior tab    | 0            | 3 (5)        |              |              |  |  |        |        |        |        |
|  |                        |                        |                    |                    | Atlético Junior tab    | Atlético Junior tab    | 0            | 3 (5)        |              |              |  |  |        |        |        |        |
|  |                        |                        | CD Los Millonarios | CD Los Millonarios | 3                      | 0 (4)                  |              |              |              |              |  |  |        |        |        |        |
|  | CD Los Millonarios tab | CD Los Millonarios tab | CD Los Millonarios | CD Los Millonarios | 3                      | 0 (4)                  | 1            | 2 (7)        |              |              |  |  |        |        |        |        |
|  | CD Los Millonarios tab | CD Los Millonarios tab |                    |                    |                        |                        |              | 2 (7)        |              |              |  |  |        |        |        |        |
|  | Envigado FC            | Envigado FC            | 2                  | 1 (6)              |                        |                        |              |              |              |              |  |  |        |        |        |        |
|  | Envigado FC            | Envigado FC            | 2                  | 1 (6)              | Atlético Junior tab    | Atlético Junior tab    | 3            | 1 (4)        |              |              |  |  |        |        |        |        |
|  |                        |                        |                    |                    | Atlético Junior tab    | Atlético Junior tab    | 3            | 1 (4)        |              |              |  |  |        |        |        |        |
|  |                        |                        | Once Caldas        | Once Caldas        | 2                      | 2 (2)                  |              |              |              |              |  |  |        |        |        |        |
|  | Itagüí Ditaires        | Itagüí Ditaires        | Once Caldas        | Once Caldas        | 2                      | 2 (2)                  | 2            | 0            |              |              |  |  |        |        |        |        |
|  | Itagüí Ditaires        | Itagüí Ditaires        |                    |                    |                        |                        |              |              |              |              |  |  |        |        |        |        |
|  | Independiente Santa Fe | Independiente Santa Fe | 3                  | 1                  |                        |                        |              |              |              |              |  |  |        |        |        |        |
|  | Independiente Santa Fe | Independiente Santa Fe | 3                  | 1                  | Independiente Santa Fe | Independiente Santa Fe | 1            | 1            |              |              |  |  |        |        |        |        |
|  |                        |                        |                    |                    | Independiente Santa Fe | Independiente Santa Fe | 1            | 1            |              |              |  |  |        |        |        |        |
|  |                        |                        | Once Caldas        | Once Caldas        | 1                      | 2                      |              |              |              |              |  |  |        |        |        |        |
|  | Once Caldas            | Once Caldas            | Once Caldas        | Once Caldas        | 1                      | 2                      | 0            | 2            |              |              |  |  |        |        |        |        |
|  | Once Caldas            | Once Caldas            |                    |                    |                        |                        |              | 2            |              |              |  |  |        |        |        |        |
|  | América de Cali        | América de Cali        | 0                  | 0                  |                        |                        |              |              |              |              |  |  |        |        |        |        |
|  | América de Cali        | América de Cali        | 0                  | 0                  |                        |                        |              |              |              |              |  |  |        |        |        |        |
|  |                        |                        |                    |                    |                        |                        |              |              |              |              |  |  |        |        |        |        |

### Classement cumulé 2011
| Rang | Équipe                 | Pts | J  | G  | N  | P  | Bp | Bc | Diff |
| ---- | ---------------------- | --- | -- | -- | -- | -- | -- | -- | ---- |
| 1    | Once Caldas            | 79  | 44 | 23 | 10 | 11 | 76 | 47 | +29  |
| 2    | CD Los MillonariosC    | 66  | 44 | 19 | 9  | 16 | 62 | 51 | +11  |
| 3    | Envigado FC            | 64  | 40 | 17 | 13 | 10 | 54 | 44 | +10  |
| 4    | Atlético NacionalOuv   | 64  | 42 | 18 | 10 | 14 | 65 | 57 | +8   |
| 5    | Deportes Tolima        | 63  | 40 | 18 | 9  | 13 | 62 | 51 | +11  |
| 6    | Atlético JuniorClo     | 58  | 42 | 15 | 13 | 14 | 56 | 59 | -3   |
| 7    | CD La Equidad          | 56  | 42 | 14 | 14 | 14 | 44 | 43 | +1   |
| 8    | Independiente Santa Fe | 56  | 40 | 15 | 11 | 14 | 46 | 46 | 0    |
| 9    | Itagüí Ditaires        | 54  | 38 | 14 | 12 | 12 | 50 | 45 | +5   |
| 10   | Boyacá Chicó           | 53  | 38 | 14 | 12 | 12 | 46 | 42 | +4   |
| 11   | Deportivo Cali         | 53  | 38 | 15 | 8  | 15 | 38 | 46 | -8   |
| 12   | América de Cali        | 50  | 38 | 14 | 8  | 16 | 45 | 51 | -6   |
| 13   | Deportes Quindío       | 50  | 36 | 14 | 8  | 14 | 45 | 55 | -10  |
| 14   | Real Cartagena         | 42  | 36 | 11 | 9  | 16 | 45 | 50 | -5   |
| 15   | Cúcuta Deportivo       | 42  | 38 | 8  | 18 | 12 | 41 | 51 | -10  |
| 16   | Atlético Huila         | 39  | 36 | 10 | 9  | 17 | 45 | 58 | -13  |
| 17   | Independiente Medellín | 37  | 36 | 10 | 7  | 19 | 45 | 58 | -13  |
| 18   | Deportivo Pereira      | 32  | 36 | 6  | 14 | 16 | 39 | 50 | -11  |

|  | Qualification pour la Copa Libertadores 2012 (vainqueur d'un tournoi)                                                        |
|  | Qualification pour la Copa Libertadores 2012 (classement cumulé)                                                             |
|  | Qualification pour la Copa Sudamericana 2012                                                                                 |
|  | Participation au barrage de promotion-relégation                                                                             |
|  | Relégation directe en Torneo Postobon                                                                                        |
|  | Ouv : Vainqueur du tournoi Ouverture 2011 Clo : Vainqueur du tournoi Clôture 2011 C : Vainqueur de la Coupe de Colombie 2011 |

#### Barrage de promotion-relégation
| Équipe 1          | Résultat      | Équipe 2        | Aller | Retour |
| ----------------- | ------------- | --------------- | ----- | ------ |
| Patriotas FC (D2) | 2 - 2 4-3 tab | América de Cali | 1 - 1 | 1 - 1  |

## Bilan de la saison
| Championnat de Colombie de football 2011 |                            |
| Champion                                 | Atlético Junior (7e titre) |
| Coupes et trophées                       |                            |
| Vainqueur de la Coupe de Colombie 2011   | CD Los Millonarios         |
| Qualifications continentales             |                            |
| Copa Libertadores 2012                   | Atlético Junior            |
| Copa Libertadores 2012                   | Once Caldas                |
| Copa Sudamericana 2012                   | CD Los Millonarios         |
| Copa Sudamericana 2012                   | Envigado FC                |
| Copa Sudamericana 2012                   | Deportes Tolima            |
| Copa Sudamericana 2012                   | CD La Equidad              |
| Promotions et relégations                |                            |
| Promus en Liga Postobon                  | Patriotas FC               |
| Promus en Liga Postobon                  | Deportivo Pasto            |
| Relégués en Torneo Postobon              | América de Cali            |
| Relégués en Torneo Postobon              | Deportivo Pereira          |